# Musikjahr 1603
Liste der Musikjahre

◄◄ | ◄ | 1599 | 1600 | 1601 | 1602 | Musikjahr 1603 | 1604 | 1605 | 1606 | 1607 | ► | ►►

Weitere Ereignisse
Dieser Artikel behandelt das Musikjahr 1603.

## Ereignisse
- 01. Januar: Francesco Soriano wird zum Maestro di capella am Petersdom in Rom ernannt, in der Nachfolge von Asprilio Pacelli.
- Sebastian Aguilera de Heredia, der seine Karriere 1585 als Organist an der Kathedrale von Huesca begann, bekleidet diese Stelle bis zum 29. September 1603, als er zum Priester geweiht und Hauptorganist der Kathedrale von Saragossa wurde.
- Giovanni Artusi kritisiert das musikalische Schaffen von Claudio Monteverdi.
- Pedro Bermúdez, der seit 1598 an der Kathedrale in Santiago de Guatemala (heute Antigua Guatemala) gewirkt hatte, bleibt bis 1603 in Guatemala, als der Vorstand der Kathedrale von Puebla de los Ángeles in Neu Spanien ihn durch ein weit höheres Gehalt anlockte.
- Stefano Bernardi erhält in Verona die niederen Weihen und versieht ab 1603 den Dienst an der Domkapelle und gleichzeitig ist er Mitglied der Accademia Filarmonica Veronas.
- John Bull bleibt nach dem Tod Elisabeths I. 1603 auch unter Jakob I. in königlichen Diensten.
- Juan Bautista Comes wirkt 1603 an der Kathedrale von Lérida (heute Lleida).
- Pieter Cornet wirkt in den Jahren 1603 bis 1606 als Organist an der Kirche Saint-Nicolas in Brüssel.
- Giovanni Croce ist ab 1594 als Vizekapellmeister und von 1603 bis 1609 als Kapellmeister an Markusdom in Venedig tätig.
- Matthia Ferrabosco, der seit 1581 Altist an der Grazer Hofkapelle ist und seit 1588 als Leiter des Knabenchores tätig war, wird 1603 Vizekapellmeister.
- Melchior Franck tritt 1603 die Stelle eines Hofkapellmeisters bei Herzog Johann Casimir in Coburg an, die er lebenslang innehat.
- Bartholomäus Gesius veröffentlicht 1603 sein Enchiridium etlicher deutscher und lateinischer Gesänge. Darin erscheint erstmals die Weise unbekannten Ursprungs zu dem Lied Lobet Gott, unsern Herren (Psalm 150), die mit dem Lied Paul Gerhardts Befiehl du deine Wege weite Verbreitung gefunden hat.
- Orlando Gibbons wird Mitglied der englischen Chapel Royal.
- Carl Luython, der in der Hofkapelle von Rudolf II. als Kapellorganist tätig ist, übernimmt nach dem Tod von Philippe de Monte am 4. Juli 1603 auch noch die Position des Hofkomponisten.
- Asprilio Pacelli wird zum maestro di capella von König Sigismund III. Wasa in Polen ernannt.
- Thomas Robinson veröffentlicht 1603 sein Musiklehrbuch Medulla Musicke. Es gibt kein bekanntes Exemplar mehr davon.
- Lambert de Sayve erhält 1603 den Hof Klafterbrunn zum erblichen Lehen.
- Jan Pieterszoon Sweelinck unternimmt als Orgelsachverständiger etliche Reisen um Orgelneubauten abzunehmen, 1605 nach Middelburg.
- Joannes Tollius wirkt vom 10. Oktober 1601 bis 18. Januar 1603 in der Hofkapelle des lutherischen Königs Christian IV. in Kopenhagen.
- Cornelis Verdonck widmet sein Madrigalbuch von 1603 dem Neffen seines früheren Gönners Cornelis Pruenen, Johannes Carolus de Cordes, Gouverneur von Wichelen und Serskamp, in dessen Dienst er möglicherweise gestanden hat.
- Sebastián de Vivanco, der seit 1602 in Salamanca als Kapellmeister der dortigen Kathedrale tätig ist, wird ab 1603 außerdem Professor für Musik an der Universität der Stadt.
- Thomas Weelkes erhält 1603 eine Stellung an der Kathedrale in Chichester.
- Genf führt Cé qu’è lainô, in dem die Escalade de Genève besungen wird, als inoffizielle Hymne ein.

## Instrumental- und Vokalmusik (Auswahl)
- Agostino Agazzari
  - Sacrae laudes... liber secundus, Rom: Aloysio Zannetti
  - Sacrarum cantionum... liber tertius, Rom: Aloysio Zannetti
- Gregor Aichinger
  - Liturgica sive sacra officia, ad omnes dies festos Magnae Dei Matris per annum celebrari solitos, Augsburg: Johannes Praetorius
  - Vespertinum Virginis canticum sive Magnificat..., Augsburg: Johannes Praetorius
  - Ghirlanda di canzonette spirituali zu drei Stimmen, Augsburg: Johannes Praetorius
- Costanzo Antegnati – Missa Borromea, Motetten und französische Chansons zu drei Stimmen, Venedig: Angelo Gardano
- Adriano Banchieri – Fantasie o vero canzoni alla francese für Orgel und andere Musikinstrumente zu vier Stimmen, Venedig: Ricciardo Amadino
- Giulio Cesare Barbetta – Intavolatura di liuto delle canzonette a tre voci, Venedig
- Giulio Belli – Psalmi ad vesperas in totius anni festivitatibus zu sechs Stimmen, Venedig: Angelo Gardano (enthält drei Magnificats)
- Jean-Baptiste Besard – Thesaurus harmonicus divini Laurencini Romani ... additus est operis extremitati de modo in testudine studendi libellus, Köln (403 Lautenstücke)
- Sethus Calvisius – Tricinia zu drei Stimmen oder Instrumenten, Leipzig: Abraham Lamberg für Jacob Apel (Sammlung von geistlichen Liedern in deutscher Sprache)
- Floriano Canale – Sacrae cantiones sex vocibus concinendae... Liber primus, Venedig: Giacomo Vincenti
- Giovanni Croce – Devotissime Lamentationi et Improperii per la Settimana Santa zu vier Stimmen, Venedig: Giacomo Vincenti (Musik für die Karwoche)
- John Dowland – The third and last booke of songs or aires, London: Peter Short für Thomas Adams
- Johannes Eccard – HochzeitLied (Lasst uns singen) zu vier Stimmen, Königsberg: Georg Osterberger (Hochzeitslied)
- Christian Erbach – Mele sive cantiones sacrae ad modum canzonette ut vocant zu vier bis sechs Stimmen, Augsburg: Johann Praetorius
- Achille Falcone – Madrigale zu fünf Stimmen, Venedig: Giacomo Vincenti (posthum veröffentlicht)
- Stefano Felis – zweites Buch der Messen zu sechs Stimmen, Venedig: Giacomo Vincenti
- Melchior Franck
  - Opusculum zu vier Stimmen, Nürnberg: Konrad Baur
  - Neuer Pavanen, Galliarden, unnd Intraden zu vier, fünf und sechs Stimmen, Coburg: Justus Hauck
  - Noch ein ander Quodlibet dem Herrn Marx Weisen zu vier Stimmen, Coburg: Justus Hauck
- Bartholomäus Gesius – Enchiridium etlicher deutschen und lateinischen Gesengen zu vier Stimmen, Frankfurt an der Oder: Friedrich Hartmann
- Carlo Gesualdo
  - Sacrarum cantionum liber primus zu fünf Stimmen, Neapel: Costantino Vitale (21 Motetten)
  - Sacrarum cantionum liber secundus zu sechs und sieben Stimmen (20 Motetten, unvollständig überliefert)
- Claude Le Jeune – Le printemps zu zwei bis acht Stimmen, Paris (enthält 33 Airs mesurées und 6 Chansons)
- Carl Luython – Selectissimum sacrarum cantionum zu sechs Stimmen, Prag: Georg Nigrinus (Sammlung von Motetten)
- Ascanio Mayone – Il Primo libro di diversi capricci per sonare, Neapel: Costantino Vitale (Sammlung von Cembalomusik)
- Leonard Meldert – Magnificat, Mailand
- Rogier Michael – Introitus Dominicorum dierum ac praecipuorum festorum zu fünf Stimmen, Leipzig: Abraham Lamberg (Sammlung von Motetten)
- Philippe de Monte – Il nono libro di madrigali zu sechs Stimmen (verschollen)
- Claudio Monteverdi – Il quatro libro de madrigali a cinque voci di Claudio Monteverdi Maestro della Musica del Ser.mo Sig.r Duca di Mantova, Venedig: Ricciardo Amadino
- Pomponio Nenna – fünftes Buch der Madrigale zu fünf Stimmen, Neapel: Giovanni Battista Sottile
- Giovanni Pierluigi da Palestrina – Cantiones sacrae, Antwerpen: Pierre Phalèse (posthum veröffentlicht)
- Benedetto Pallavicino
  - Liber primus missarum zu vier bis sechs Stimmen, Venedig: Ricciardo Amadino
  - Il primo libro de madrigali zu sechs Stimmen, Venedig
- Tomaso Pecci
  - Musicae modi in responsoria divini officii feria quarta, quinta & sexta, Sanctae Hebdomadae, Venedig: Giacomo Vincenti
  - erstes Buch der Canzonettas zu drei Stimmen, Venedig: Giacomo Vincenti
- Peter Philips – zweites Buch der Madrigale zu sechs Stimmen, Antwerpen: Pierre Phalèse
- Jakob Regnart – Continuatio missarum sacrarum zu vier bis zehn Stimmen, Frankfurt am Main
- Giovanni Maria Trabaci – 2 Bücher Ricercate, canzone francese, capricci und anderes für Tasteninstrumente, Neapel 1603 und 1615
- Orfeo Vecchi
  - erstes Buch der Magnificats zu fünf Stimmen, Mailand: Agostino Tradate
  - erstes Buch der Motetten zu vier Stimmen, Mailand: Agostini Tradate
  - Cantiones sacrae zu sechs Stimmen, Antwerpen: Pierre Phalèse
- Cornelis Verdonck – Sammlung Madrigali zu sechs Stimmen, Antwerpen
- Tomás Luis de Victoria – Officium Defunctorum (komponiert für die Beerdigung von Maria von Österreich, Kaiserin des Heiligen Römischen Reiches, aufgeführt am 22. und 23. April)
- Laurent de Vos – Sammlung vier- bis fünfstimmige Chansons, Douai
- Melchior Vulpius – Pars secunda selectissimarum Cantionum sacrarum

## Musiktheoretische Schriften
- Giovanni Artusi – L’Artusi, ovvero delle Imperfettioni della moderna Musica, Venedig 1600–1603
- Thomas Robinson
  - The Schoole of Musicke, London
  - Medulla Musicke (nicht erhalten)

## Geboren

### Geburtsdatum gesichert
- 30. Januar: David Denicke, deutscher Jurist und Kirchenlieddichter († 1680)

### Genaues Geburtsdatum unbekannt
- Benedetto Ferrari, italienischer Theorbist, Kapellmeister und Komponist († 1681)

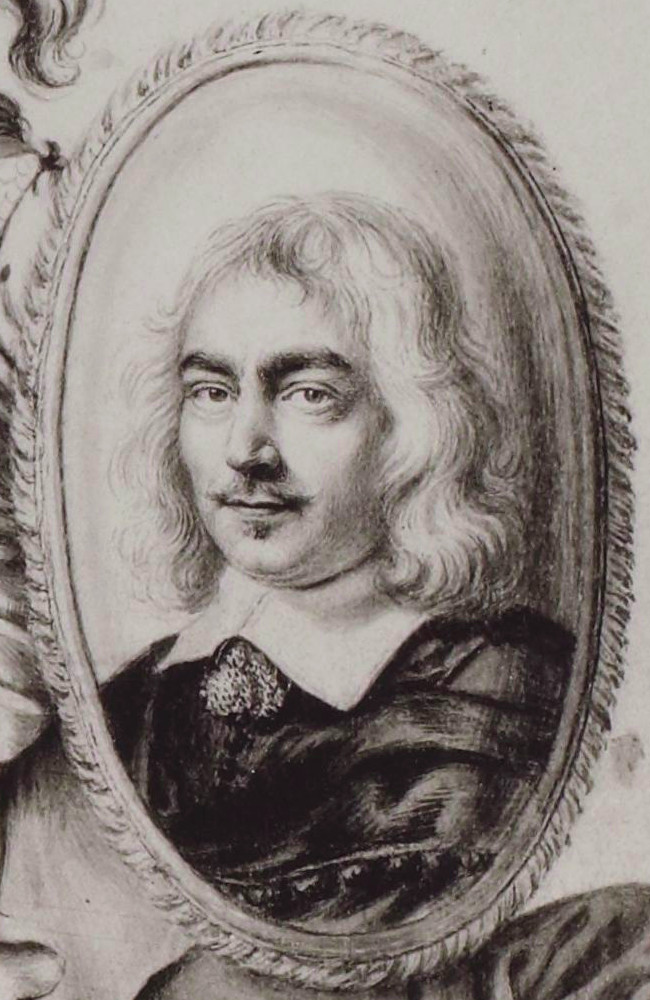
Denis Gaultier

- Denis Gaultier, französischer Lautenist und Komponist († 1672)
- Michel Mazuel, französischer Instrumentalmusiker und Komponist († 1676)
- Andreas Neunhaber, deutscher Organist († 1663)
- Diego de Pontac, spanischer Kapellmeister und Komponist († 1654)

## Gestorben

### Todesdatum gesichert
- 04. Juli: Philippe de Monte, Komponist des 16. Jahrhunderts (* 1521)
- 00. Juli: Sophonias Paminger, deutscher Lehrer und Komponist (* 1526)
- 02. August: Rinaldo dall’Arpa, italienischer Komponist, Sänger und Harfenist (* unbekannt)
- 16. August: Silvio Antoniani, italienischer Kardinal und Musiker (* 1540)
- 08. September: Johannes Herold, deutscher Komponist (* um 1550)
- 09. September: Ambrosio Cotes, spanischer Kapellmeister und Komponist (* vor 1550)
- 25. September: Stefano Felis, italienischer Komponist (* 1538)
- 15. Oktober: Anton Drewelwecz, deutscher Metallblasinstrumentenmacher (* vor 1582)
- 23. Oktober (bestattet): Johannes Wanning, Kapellmeister und Komponist in Danzig (* 1537)
- 26. November: Orfeo Vecchi, italienischer Komponist (* um 1551)

### Genaues Todesdatum unbekannt

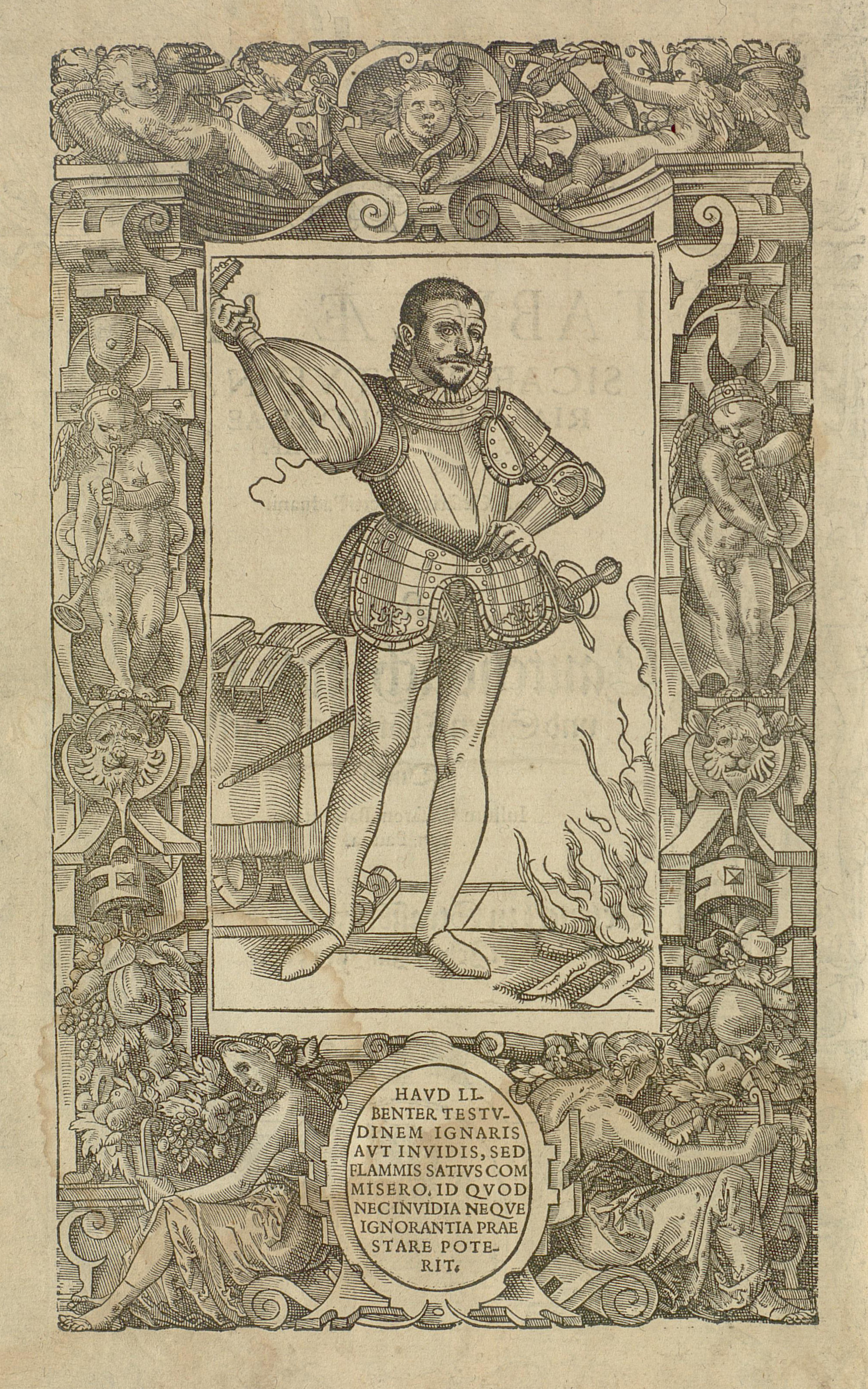
Giulio Cesare Barbetta

- Giulio Cesare Barbetta, italienischer Lautenist und Komponist (* 1540)
- Baldissera Donato, italienischer Sänger, Kapellmeister und Komponist (* um 1530)
- Johannes de Fossa, franko-flämischer Komponist, Sänger und Kapellmeister (* um 1540)

### Gestorben um 1603
- Teodoro Riccio, italienischer Kapellmeister und Komponist (* um 1540)